# Anticorps catalytique
Les anticorps catalytiques (aussi appelés abzymes) sont des anticorps capables de catalyser une réaction chimique. Ils sont normalement produits artificiellement. Par rapport à une enzyme normale, ils possèdent une meilleure spécificité par rapport au substrat. Un autre avantage est qu´ils peuvent être produits pour catalyser toute sorte de réactions, comme la réaction de Diels-Alder. Le nom abzyme a été construit à partir des mots antibody (anticorps en anglais) et enzyme. 
Comme toutes les enzymes, ils fonctionnent en stabilisant l´état de transition de la réaction. En pratique, ils sont développés et sélectionnés à l´aide d´une molécule ressemblant à cet état. Actuellement, des recherches sont menées dans l´espoir de pouvoir utiliser des abzymes à des fins thérapeutiques.
Les anticorps catalytiques furent décrits pour la première fois en 1986 par les équipes de Peter G. Schultz et Richard Lerner.  